# からっ風バナナ
からっ風バナナ（からっかぜばなな）は、群馬県高崎市で栽培されるバナナのブランド名。品種はグロスミッシェル。

## 沿革
2022年5月1日、障害者の就労支援を行う多機能型事業所「ワークランドらくま」（高崎市楽間町）が開所する。
2022年5月、市内浜川町の2400平方メートルのハウスで200株の栽培を開始する。生産や販売は就労支援や自立訓練の一環として「ワークランドらくま」の利用者が主に担う。バナナの栽培は短時間の軽い作業で収益が得られるという理由で選んだ。
2023年3月2日、高さ3メートルに育ったバナナの株から初めての収穫を行う。
2023年8月の報道によるとこれまでの累計で3万本を出荷したという。高崎市のふるさと納税返礼品の一つでもある。「ワークランドらくま」の鈴木速人は上毛新聞の取材に対し「単価が高いので障害者の賃金アップも実現できた。群馬を代表する商品を目指したい」と発言している。
　　　